# Erika Gfrerer
Erika Gfrerer (24 marzo 1962) è un'ex sciatrice alpina austriaca, vincitrice della Coppa Europa nel 1980.

## Biografia
Sciatrice polivalente originaria di Villaco, la Gfrerer agli Europei juniores di Madonna di Campiglio 1980 vinse la medaglia d'oro nello slalom gigante e quella di bronzo nello slalom speciale; in quella stessa stagione 1979-1980 si aggiudicò sia la Coppa Europa generale, sia le classifiche di discesa libera e di slalom gigante. In Coppa del Mondo ottenne il primo piazzamento il 28 febbraio 1980 a Waterville Valley in slalom gigante (14ª), il miglior risultato il 12 gennaio 1981 a Schruns in discesa libera (10ª) e l'ultimo piazzamento il 10 febbraio successivo a Maribor in slalom gigante (15ª); nella stagione 1981-1982 in Coppa Europa si piazzò 3ª nella classifica di slalom gigante. Non prese parte a rassegne olimpiche né ottenne piazzamenti ai Campionati mondiali.

## Palmarès

### Europei juniores
- 2 medaglie[1][2]:
  - 1 oro (slalom gigante a Madonna di Campiglio 1980)
  - 1 bronzo (slalom speciale a Madonna di Campiglio 1980)

### Coppa del Mondo
- Miglior piazzamento in classifica generale: 52ª nel 1981

### Coppa Europa
- Vincitrice della Coppa Europa nel 1980[1]
- Vincitrice della classifica di discesa libera nel 1980[1]
- Vincitrice della classifica di slalom gigante nel 1980[1]

### Campionati austriaci
- 2 medaglie[1]:
  - 1 oro (slalom gigante nel 1981)
  - 1 argento (combinata nel 1981)